# Meeksi (gemeente)
Meeksi (Estisch: Meeksi vald) was een gemeente in het zuidoosten van de Estische provincie Tartumaa. De gemeente telde 581 inwoners op 1 januari 2017 en had een oppervlakte van 143,7 km².
In oktober 2017 werd de gemeente bij de gemeente Räpina gevoegd. Daarmee verhuisde de gemeente van de provincie Tartumaa naar de provincie Põlvamaa. Alleen de dorpen Järvselja en Rõka gingen naar de gemeente Kastre en bleven daarmee in de provincie Tartumaa.
De landgemeente telde tien nederzettingen, waarvan de hoofdplaats Mehikoorma de status van alevik (vlek) heeft. Mehikoorma ligt aan het Lämmimeer, de verbinding tussen het Peipusmeer en het Meer van Pskov.
Meeksi behoorde tot 1925 tot Võrumaa. Van 1950 tot 1961 maakte de gemeente als dorpssovjet Mehikoorma deel uit van het rayon Räpina. Sinds 1961 viel de gemeente onder Tartumaa (tot 1991: rayon Tartu). Inmiddels behoort het grootste deel van de gemeente weer bij Räpina.

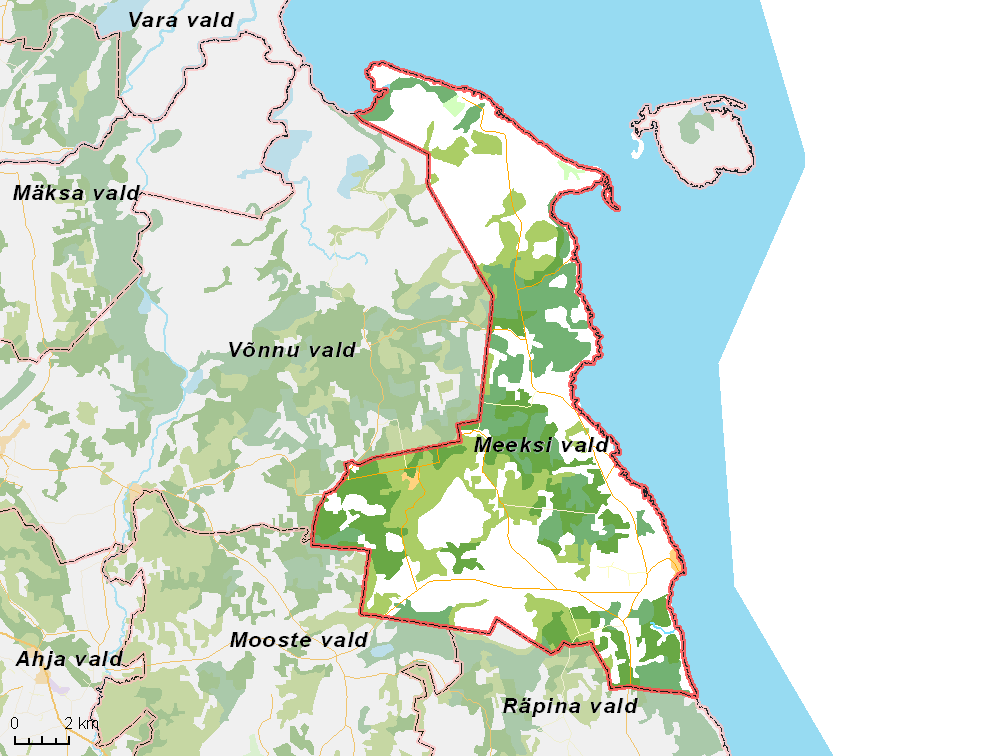
De gemeente met omliggende gemeenten, situatie begin 2017